# Відносини Монако — Європейський Союз
Відносини між Князівством Монако та Європейським Союзом (ЄС) в основному ведуться через Францію. Завдяки цим відносинам Монако безпосередньо бере участь у певних політичних процесах ЄС. Монако є невід'ємною частиною митної території ЄС та зони ПДВ, і тому застосовує більшість заходів щодо акцизного збору та ПДВ. Монако межує з однією державою-членом ЄС: Францією. Однак ці відносини не поширюються на зовнішню торгівлю. Пільгові торговельні угоди між ЄС та третіми країнами поширюються лише на товари, що походять з митної території - Монако не може претендувати на походження ЄС у цьому відношенні.
Монако є фактичним членом Шенгенської зони (її кордони та митна територія розглядаються як частина Франції) і офіційно використовує євро як єдину валюту. Він використовує євро за домовленістю з ЄС та Францією, і ЄС має право карбувати власні монети. Монако використовує євро, оскільки раніше його валюта була зв'язана 1: 1 з французьким франком.
Вони також уклали угоди про застосування законодавства Співтовариства щодо фармацевтичних препаратів, косметичних товарів та медичних виробів (це набрало чинності 1 травня 2004 р.); та щодо оподаткування заощаджень (чинна з 1 липня 2005 р.).

## Майбутня інтеграція
Членство Монако в ЄС малоймовірне, оскільки, окрім свого розміру, на відміну від конституційних монархій в ЄС, принц Монако має значні виконавчі повноваження і є не просто фігурою. 
Монако приєднався до Ради Європи в 2004 році що вимагало від нього перегляду відносин із Францією, яка раніше мала право висувати різних міністрів. Це розглядалося як частина загального руху до Європи.
У листопаді 2012 року, після того як Рада Європейського Союзу закликала провести оцінку відносин ЄС із суверенними європейськими мікродержавами Андорри, Монако та Сан-Марино, які вони назвали "роздробленими"  Європейська Комісія опублікувала звіт окреслюючи варіанти їх подальшої інтеграції до ЄС. На відміну від Ліхтенштейну, який є членом Європейського економічного простору (ЄЕЗ) через Європейську асоціацію вільної торгівлі (ЄАВТ) та Шенгенську угоду, відносини з цими трьома державами базуються на колекції угод, що охоплюють конкретні питання. У звіті розглянуто чотири альтернативи поточній ситуації: 1) галузевий підхід з окремими угодами з кожною державою, що охоплюють цілу сферу політики, 2) всебічна багатостороння Рамкова угода про асоціацію (FAA) з трьома державами, 3) членство в ЄЕЗ та 4) членство в ЄС. Комісія стверджувала, що галузевий підхід не стосується основних питань і все ще є без потреби, а членство в ЄС найближчим часом було припинено, оскільки "інституції ЄС в даний час не пристосовані до вступу таких малих країн". Решта варіантів, членство в ЄЕЗ та FAA з державами, були визнані життєздатними та рекомендовані Комісією. У відповідь Рада попросила продовжити переговори з трьома мікродержавами щодо подальшої інтеграції, а також до кінця 2013 року підготувати звіт, що деталізує наслідки двох життєздатних альтернатив та рекомендації щодо подальших дій.
Оскільки членство в ЄЕЗ в даний час відкрите лише для членів ЄАВТ або ЄС, для того, щоб мікродержави приєднались до ЄЕЗ, не ставши членами ЄС, потрібна згода існуючих держав-членів ЄАВТ. У 2011 році Йонас Гар Стрере, тодішній міністр закордонних справ Норвегії, яка є членом ЄАВТ, заявив, що членство в ЄАВТ / ЄЕЗ для мікродержав не є належним механізмом для їх інтеграції на внутрішній ринок через їхні інші вимоги, ніж великі країни, такі як Норвегія, і висловив припущення, що спрощена асоціація для них буде більш підходящою. Еспен Барт Ейде, наступник Стьоре, відповів на звіт Комісії наприкінці 2012 року, запитуючи, чи мають мікродержави достатні адміністративні можливості для виконання зобов'язань щодо членства в ЄЕЗ. Однак він заявив, що Норвегія відкрита для можливості членства в ЄАВТ для мікродержав, якщо вони вирішать подати заявку, і що країна не прийняла остаточного рішення з цього питання. Паскаль Шафхаузер, радник місії Ліхтенштейну при ЄС, заявив, що Ліхтенштейн, інша держава-член ЄАВТ, готовий обговорити питання членства в ЄЕЗ для мікродержав, якщо їх приєднання не перешкоджає функціонуванню організації. Однак він запропонував розглянути варіант прямого членства в ЄЕЗ для мікродержав, як за межами ЄАВТ, так і ЄС.
18 листопада 2013 р. Комісія ЄС опублікувала свою доповідь, в якій дійшов висновку, що "участь малих країн в ЄЕЗ в даний час не вважається життєздатним варіантом через політичні та інституційні причини", але що Угоди про асоціацію є більш здійсненний механізм інтеграції мікродержав до внутрішнього ринку, бажано за допомогою єдиної багатосторонньої угоди з усіма трьома державами. У грудні 2014 року Рада Європейського Союзу схвалила розпочаті переговори щодо такої угоди  і вони розпочались у березні 2015 року 